# Дискриминација особа са ХИВ-ом/Сидом
Дискриминација људи са ХИВ-ом/Сидом или серофобијa представља предрасуде, страх, одбацивање и дискриминацију људи оболелих од ХИВ-а/Сиде. Дискриминација је једна манифестација стигме, а стигматизирање ставова и понашања може спадати под рубрику дискриминације у зависности од законодавства одређене земље.Сида значи вирус хумане имунодефицијенције. Ако се не лечи, ХИВ може довести до Сиде (синдрома стечене имунодефицијенције). ХИВ/СИДА је сексуално преносива болест и не може се излечити, али уз правилно лечење, особа може живети онолико дуго колико и без те болести.
Дискриминација људи са ХИВ-ом/СИДОМ постоји широм света, укључујући одбацивање и избегавање. Последице стигме и дискриминације на особе које живе са ХИВ-ом могу резултирати малим одазивом на саветовање и тестирање на ХИВ, кризом идентитета, изолацијом, усамљеношћу, ниским самопоштовањем и недостатком интересовања за обуздавање ове болести.
У многим развијеним земљама постоји снажна повезаност између ХИВа/Сиде и мушке хомосексуалности или бисексуалности (ЦДЦ наводи, "Геј, бисексуални и други мушкарци који имају секс са мушкарцима (МСМ) представљају отприлике 2% становништва Сједињених Држава, а ипак су популација која је најтеже погођена ХИВ-ом "  ), а повезаност је повезана са вишим нивоом сексуалних предрасуда попут хомофобичних ставова. Рани назив за АИДС био је геј-имуни недостатак или ГРИД. Током раних 1980-их, ХИВ / АИДС је био "поремећај за који се чини да погађа пре свега мушке хомосексуалце".
Неки облици озбиљне дискриминације могу укључивати: искључење из разматрања за посао, забрану куповине куће, потребу за додатним новцем приликом изнајмљивања стана, обавезно тестирање на ХИВ без претходне сагласности или заштите поверљивости ; карантина појединаца заражених ХИВ-ом и, у неким случајевима, губитак имовинских права када супружник умре. Тестирање на ХИВ без дозволе или сигурности такође се може сматрати прекршајима против особа са ХИВ-ом. Амерички закони о инвалидности забрањују дискриминацију људи са ХИВ / АИДС-а у смештају, запошљавању, образовању и приступу здравственим и социјалним услугама. Америчко Министарство за стамбени и урбанистички развој за правично становање и једнаке могућности спроводи законе којима забрањује дискриминацију у стамбеном стању на основу стварног или перципираног статуса ХИВ / АИДС-а.
Структурално насиље је важан фактор у лечењу људи оболелих од СИДЕ. Паул Фармер тврди да друштвене одреднице које утичу на живот одређених културних група мењају њихов ризик од инфекције и њихову могућност приступа третману. На пример, приступ профилакси, приступ антиретровирусној терапији и осетљивост на болест и неухрањеност су сви фактори који мењају општи ризик од болести људи због ХИВ /СИДЕ узрокује велике разлике у стопи обољења због ХИВ-а / СИДЕ у различитим друштвеним / културним групама. Фармер такође тврди да је друштвена интервенција можда кључна за измену јаз у третману између ових група људи. Едукација љекара о интеракцијама између друштвеног живота и здравствене заштите помогла би умањити неправде у здравству.

## Истраживање
Тренутно истраживање је показало да дискриминација људи обољелих од ХИВ-а представља фактор доприноса за одложено започињање лијечења ХИВ-ом. Чак 20-40% Американаца који су ХИВ позитивни не започињу режим неге у првих шест месеци након постављања дијагнозе. Када појединци започну лечење касно у прогресији ХИВ-а (када је број ЦД4 + Т ћелија испод 500 ћелија / µЛ), они имају 1,94 пута већи ризик од смртности у поређењу са онима чије је лечење започето када је ЦД4 + Т ћелија још око 500 ћелија / µЛ. У студији из 2011. објављеној у АИДС Патиент Царе и СПД ( величина узорка 215), већина описаних баријера за негу укључује стигму и срамоту. Најчешћи разлози да не тражим лечење су „нисам желео/ла никоме да кажем да сам ХИВ-позитиван/на“, „нисам хтео/ла да размишљам о томе да сам ХИВ-позитиван/на“, и „Било ми је сувише непријатно / срамота да идем ". Присуство и трајање стигме ХИВ-а спречава многе који су у стању да добију лечење да се не осећају угодно у вези са својим здравственим статусом.
Додатним истраживањима је утврђено да образовање смањује дискриминацију и стигму ХИВ-а / АИДС-а у заједницама. Истраживање из 2015. на Универзитету у Малаји утврдило је да је у нигеријској популацији „образовање становништва чињеничним информацијама о ХИВ-у / АИДС-у потребно да би се смањила стигма и дискриминација особа које живе са ХИВ-ом у заједници“. Анкетирање 56.307 мушкараца и жена различитих образовних и друштвено-економских нивоа и узраста од 15 до 49 година установило је да богатији појединци са средњим и пост-средњим годинама нису нестраначки према ХИВ-у. Напротив, млади одрасли, сиромашни и мушкарци били су вероватнији да су пристрани према ХИВ-у. Многи људи такође верују да је АИДС повезан са хомосексуалношћу.
Упркос томе, истраживање је открило да друштвена структура и уверења утичу на стигму распрострањености и дискриминацију. "Два концепта десничарског ауторитаризма и оријентације на друштвену доминацију показали су се као снажни и поуздани предиктори различитих врста предрасуда."  Слично сексизму, расизму и другим облицима дискриминације, узгојено и подучено уверење да ће особе са ХИВ-ом гледати као девијанте и одметнике као децу која постају одрасли са искривљеним погледом на ПЛХИВ. "Да би се могли носити са претњом, људи се могу придржавати покорне ауторитарне идеологије, која ће их навести да одбаце остале групе које су перципиране и могу угрозити њихов поглед на свет и њихов вредностски систем."
Постоје изазови за медицинске волонтере и медицинске сестре који су укључени у бригу о људима са ХИВ-ом / АИДС-ом. У земљама трећег света и неким заједницама у Америци, финансирање са малим ресурсима може бити штетно за успех пружања одговарајуће неге особама са ХИВ-ом који си иначе не могу приуштити здравствену заштиту или немају здравствено осигурање или друге облике плаћања. Медицинским сестрама или медицинским волонтерима можда недостаје одговарајуће знање о начину поступања са појединцима, уколико им недостају ресурси и средства. У провинцији, Јужна Африка, 223 медицинске сестре анкетиране су о њиховој квалификацији и познавању АИДС-а. Сестре су постигле погодак у Маслацх Бурноут Инвентори; Скала утицаја АИДС- а и Бецков инвентар депресије. Укупан резултат знања који су добили сви учесници кретао се у распону од 2 до 16, са просеком 12,93 (СД = 1,92) о знању о ХИВ / АИДС-у . Раст особа са ХИВ-ом утиче на већ оптерећену радну снагу у здравству и предиспонира медицинске сестре на стрес на радном месту док извршавају своје дужности збрињавања особа са инвалидитетом. Дискриминаторно понашање здравствених радника за које се очекује да ће имати више знања о епидемиологији и контроли ХИВ-а, укључујући његове социјалне аспекте, није од помоћи. Они често подузимају крајње мере предострожности према ХИВ позитивним клијентима због страха од преношења, а понекад могу одбити ХИВ позитивне клијенте и неке аспекте неге. Томе у прилог говори и друга студија у којој је речено да се здравствено особље брине због професионалне изложености, са високим нивоом анксиозности и страха када се баве ХИВ-позитивним особама 
Психолошка подршка обољелима од ХИВ-а у одређеним земљама широм света је мала. У неким местима попут Кине и Африке, особе са ХИВ-ом имају висок степен стреса због дискриминације, а чланови породице доприносе нивоу стреса међу ХИВ-ом. И даље се раде истраживања како би се видјело да ли ће терапија и друге психолошке услуге бити заштитни знак између дискриминације и стреса. Студија истиче важност смањења дискриминације према ХИВ-ом и тешкоће у ублажавању његових негативних последица. У Кини је загарантовано побољшање менталног здравља међу особама које живе са ХИВ-ом у Кини и још увек је важно да се особе које живе са ХИВ-ом пружају непосредне ефекте на перципирани стрес. Особе које живе са ХИВ-ом одлучују да неће рећи свој ХИВ статус другима, они имају тенденцију да потраже помоћ од здравствених радника и програма и имају велико поверење у спољну подршку. Стога пружатељи здравствених услуга обећавају изворе социјалне подршке за особе са ХИВ-ом.

## Насиље
Дискриминација која је насилна или прети насиљем зауставља многе људе да се тестирају на ХИВ, што не помаже у излечењу вируса.
Насиље је важан фактор против лечења људи оболелих од АИДС-а. Студија урађена на ПЛХИВ-у у Јужној Африци показује да је од 500 чланова популације 16,1% учесника пријавило да су физички нападнути, а 57,7% оних који су последица нечијег интимног партнера; као што су мужеви и жене. Доступни подаци показују високу стопу учесника који се друштвено изолирају од пријатеља и породице, осим што избегавају тражење лечења у болницама или клиникама, због све већег интернализованог страха. Свако насиље над појединцима зараженим ХИВ-ом или људима за које се сматра да су заражени ХИВ-ом може озбиљно зауставити напредовање лечења као одговор на напредовање болести.
Паул Фармер тврди да друштвене одреднице које утичу на живот одређених културних група мењају њихов ризик од инфекције и њихову могућност приступа третману. На пример, приступ профилакси, приступ антиретровирусној терапији и осетљивост на болест и неухрањеност су сви фактори који мењају општи ризик од болести људи због ХИВ / АИДС-а. То узрокује велике разлике у стопи обољења због ХИВ / АИДС-а у различитим друштвеним / културним групама. Фармер такође тврди да је друштвена интервенција можда кључна за измену јаз у третману између ових група људи. Едукација љекара о интеракцијама између друштвеног живота и здравствене заштите помогла би умањити неправде у здравству.

## Утицај на друштво

### Стигма
Стигма ХИВ / АИДС-а даље је подељена у следеће три категорије:
- Стигма инструменталног АИДС-а - одраз страха и стрепње који ће вероватно бити повезани са било којом смртоносном и преносивом болешћу.[23]
- Симболична АИДС стигма - употреба ХИВ / АИДС-а за изражавање става према друштвеним групама или начину живота за који се сматра да је повезан са болешћу.
- Љубазна стихија о АИДС-у - стигматизација људи повезаних са проблемом ХИВ / АИДС-а или ХИВ позитивних људи. [4]

Истраживање урађено у Јужној Африци о стигми и дискриминацији у заједницама, открило је да особе које живе са ХИВ-ом не само да доживљавају високе нивое стигме који негативно утичу на све сфере њиховог живота, већ се психолошки интервенира. Интернализована стигма и дискриминација су распрострањене у студији, али и у целој ПЛХИВ заједници. Многи се особе које живе са ХИВ-ом у Јужној Африци криве за своју тренутну ситуацију.
Стигма је, према речнику Мерриам-Вебстер, "скуп негативних и често неправедних уверења које друштво или група људи има о нечему". Стигму често примењују дискриминација, безобзирни поступци и бахатост. Као одговор, особе које живе са ХИВ-ом су развиле самоонижавајуће мисли и вештине суочавања са социјалним последицама у односу на прихватање свог тренутног статуса и тражење помоћи.
Људи који су ХИВ позитивни често се суочавају са стигмом, иакосем лековима може управљати болешћу. Сада је могуће да особа која је ХИВ + има интиман однос са неким ко је ХИВ- и не пребаци болест на њих. Такође је могуће да мајка која је ХИВ + не пренесе вирус на своје дете. У земљама у развоју се људи који су ХИВ + дискриминишу на послу, у школи, заједници, па чак и у здравственим установама. Дискриминација такође може повећати ширење ХИВ-а јер ће мање људи желети да се тестира.
Сходно томе, у земљама као што је Нигерија, особе са ХИВ-ом су мање вероватне да открију свој ХИВ статус због последица искључености из своје заједнице. "У већини ситуација, како би се спречило друштвено одбацивање, особе које живе са ХИВ-ом не смеју да откривају свој ХИВ статус како би избегле да буду изоловане од учешћа у друштвено-културним догађајима." То доводи до врло ризичног понашања преношења болести заједно са другима или одлагања правилног лечења. ПЛХИВ, када су искључени из заједнице. може се осећати изоловано, усамљено, уплашено, недостатак мотивације и проблеме са идентитетом. Стигма појачава ширење и негира медицинска истраживања ХИВ-а/АИДС-а зато што социјална и медицинска подршка више нема. Те особе више не могу да се осећају као део друштва, које су нам, као људима, потребне да се заједнице осећамо разумјеним и жељеним.
Породичне и друге интимне везе играју улогу у смртности од ПЛХИВ-а. Због страха од изолације, незнања, порицања и дискриминације, људи ће дозволити да се ХИВ развије у СИДУ што ће додатно смањити животни век, јер ће функција имунолошког система тела бити знатно смањена. Истраживање је урађено на деци основне школе Мвелапханда, у Тембиси, градској општини Екурхулени у Гаутенгу, Јужна Африка. Многа деца су била сирочад због смрти родитеља, умрлу браћу и сестре,па чак и нека од њих, која су рођена са ХИВ-ом. Истраживањем је утврђено да ако нема промене у понашању према ХИВ-у/АИДС-у, неће доћи до промена у борби против епидемије. У основној школи Мвелапханда стопа смртности расте код њихове деце, посебно младих жена. Ове жене су више изложене ризику од својих мушких колега због тога што су многе умешане у везу са старијим мушкарцима који имају разне партнере и не учествују у безбедним сексуалним праксама. Неки од ових ученика и сами су родитељи ученика у школи. Проблем је што чак и када се чланови породице обавесте о узроку смрти, који је потенцијално узрокован сидом, бирају да обавесте људе да је узрок смрти „вештичарење “. Деца и други чланови породице имају тенденцију да негирају истину и одгајају са веровањем да ХИВ и/или АИДС не постоје и страхују од тога да буду зачарани него оболели од вируса.
Упоредо са породичним везама и интимним везама, и духовне везе могу бити оптерећујуће за особе које живе са ХИВ-ом. У истраживању урађеном у западном региону Саудијске Арабије, стигма је дубоко укорењена јер ислам забрањује понашање повезано са факторима ризика повезаним са преношењем ХИВ-а, као што су секс изван брака, хомосексуалност и интравенска употреба дрога. Страх и рањивост укључују страх од казне од Бога, страх од откривања ХИВ-а/АИДС-а и страх од будућности и смрти. Особе са ХИВ-ом доживеле су изолацију и недостатак психо-социјалне и емоционалне подршке. Као одговор на своја искуства, многи учесници су дијагнозе прихватили као судбину и постали више религиозни, користећи духовност као своју главну стратегију суочавања.